# Fulham F.C.
Fulham Football Club er en engelsk fodboldklub fra London, der spiller i Premier League fra sæsonen 2020/21. Fulham har også tidligere spillet i Premier League fra 2001 til 2014 samt i 2018/2019-sæsonen. Klubben blev grundlagt i 1879 og er den ældste professionelle fodboldklub i London. Fulham har gennem dens levetid fristet en elevatortilværelse mellem de engelske rækker, og klubbens meritter tæller derfor kun FA Cup sølv i 1975, en Intertoto Cup i 2002 og en 7.plads i sæsonen 2008/09 som bedste placering i Premier League. Fulham gik dog overraskende næsten hele vejen i 2009/10 udgaven af Europa League, hvor de tabte finalen mod Atlético Madrid med 2-1 på et mål i 116. minut af Diego Forlán. Klubben er tidligere ejet af den egyptiske rigmand Mohamed Al-Fayed, som har hjulpet klubben fra fjerde bedste række til Premier League inden for et årti. I 2013 solgte egypteren klubben til den amerikanske forretningsmand Shahid Khan.
Af tidligere danske spillere kan nævnes Leon Andreasen, Peter Møller, Bjarne Goldbæk, Claus Jensen og Niclas Jensen. Af fremtrædende managers kan bl.a. nævnes Kevin Keegan, Jean Tigana, Bobby Robson, Chris Coleman og især Roy Hodgson, som har ført klubben til dens største resultater i historien, heriblandt finalepladsen i Europa League i 2010. I øjeblikket er Marco Silva træner i klubben.

## Spillere

### Spillertruppen
Oversigten er opdateret til og med 27. juli 2025
| Nr. | Land      | Position | Spiller               |
| --- | --------- | -------- | --------------------- |
| 1   | Tyskland  | MM       | Bernd Leno            |
| 2   | Holland   | FO       | Kenny Tete            |
| 3   | Niger     | FO       | Calvin Bassey         |
| 5   | Danmark   | FO       | Joachim Andersen      |
| 6   | England   | MI       | Harrison Reed         |
| 7   | Mexico    | AN       | Raul Jimenez          |
| 8   | Wales     | MI       | Harry Wilson          |
| 9   | Brasilien | AN       | Rodrigo Muniz         |
| 10  | Skotland  | MI       | Tom Cairney (anfører) |
| 11  | Spanien   | MI       | Adama Traoré          |
| 15  | Spanien   | FO       | Jorge Cuenca          |

| Nr. | Land      | Position | Spiller          |
| --- | --------- | -------- | ---------------- |
| 16  | Norge     | MI       | Sander Berge     |
| 17  | Nigeria   | AN       | Alex Iwobi       |
| 18  | Brasilien | MI       | Andreas Pereira  |
| 20  | Serbien   | MI       | Saša Lukic       |
| 21  | Belgien   | MI       | Timothy Castagne |
| 24  | England   | MI       | Josh King        |
| 30  | England   | FO       | Ryan Sessegnon   |
| 31  | Frankrig  | FO       | Issa Diop        |
| 32  | England   | MI       | Emile Smith Rowe |
| 33  | USA       | FO       | Antonee Robinson |
| -   | Frankrig  | MM       | Benjamin Lecomte |

## Udlejede spillere
| Nr. | Land     | Position | Spiller                                  |
| --- | -------- | -------- | ---------------------------------------- |
| -   | Tyskland | MM       | Steven Benda (Udlejet til Millwall F.C.) |

| Nr. | Land  | Position | Spiller                                      |
| --- | ----- | -------- | -------------------------------------------- |
| -   | Wales | MI       | Luke Harris (Udlejet til Oxford United F.C.) |

## Kendte spillere
| - Johnny Haynes, (1952-1970) - Alan Mullery, (1958-1964 og 1972-1976) - Bobby Moore, (1974-1977) - Rodney Marsch, (1962-1966 og 1976-1977) - Eddie Lowe, (1950-1963) - George Cohen, (1956-1969) - Bedford Jezzard, (1948-1957) - Arthur Stevens, (1941-1965) - Paul Bracewell, (1997-1999) - Peter Beardsley, (1998) - Bobby Robson, (1950-1956 og 1962-1967) - Simon Morgan, (1990-2001) - Frank Penn, (1915-1934) - Ray Lewington, (1980-1985 og 1986-1990) - Andrew Cole, (2004-2005) - Lee Clark, (1999-2005) - Jimmy Bullard, (2006-2009) - Wayne Bridge, (2006) - Dave Beasant, (2003-2004) - Jim Langley, (1957-1965) - Ryan Sessegnon, (2008-2019) | - Sean Davis, (1996-2004) - Geoff Horsfield, (1998-2000) - Barry Hayles, (1999-2004) - Ian Pearce, (2004-2008) - Stan Collymore, (1999) - John Salako, (1998-1999) - Paul Konchesky, (2007-2010) - Chris Smalling, (2008-2010) - Danny Murphy, (2007-2012) - Andy Johnson, (2008-2012) - Steve Sidwell (2011-2014) - Scott Parker (2013-2017) - John Collins, (2000-2003) - Billy McKinlay, (2004-2005) - Graham Leggat, (1958-1966) - Ross McCormack (2014-2016) - Chris Coleman, (1997-2002) - Simon Davies (2007-2013) - Iain Dowie, (1989) - Mark Pembridge, (2003-2007) - Andy Melville, (1999-2004) - Kit Symons, (1998-2001) - Maik Taylor, (1997-2004) - Mark Crossley, (2003-2007) - Gordon Davies, (1978-1985 og 1986-1991) | - Damien Duff (2009-2014) - Steve Finnan, (1998-2003) - Ray Houghton, (1982-1985) - Chris Baird (2007-2013) - George Best, (1976-1977) - Aaron Hughes (2007-2014) - David Healy, (2007-2008) - Claus Jensen, (2004-2007) - Bjarne Goldbæk, (2000-2003) - Peter Møller, (2001) - Niclas Jensen, (2005-2007) - Leon Andreasen, (2008-2009) - Brian McBride, (2004-2008) - Carlos Bocanegra, (2004-2008) - Kasey Keller, (2007-2008) - Clint Dempsey, (2007-2012, 2014) - Louis Saha, (2000-2004) - Steed Malbranque, (2001-2006) - Sylvain Legwinski, (2001-2006) - Alain Goma, (2001-2006) - Martin Djetou, (2002-2004) - Philippe Christanval, (2005-2008) | - Andre Arendse, (1998-2000) - Edwin van der Sar, (2001-2005) - Papa Bouba Diop, (2004-2007) - Junichi Inamoto, (2002-2004) - Pierre Wome, (2002-2003) - Paul Peschisolido, (1997-2001) - Tomasz Radzinski, (2004-2007) - Vincenzo Montella, (2007) - Karl-Heinz Riedle, (1999-2001) - Sascha Riether (2012-2014) - Moritz Volz, (2004-2009) - Jari Litmanen, (2008) - Alexei Smertin, (2007-2008) - Pavel Pogrebnjak, (2012) - Moussa Dembélé, (2010-2012) - Brede Hangeland (2008-2014) - Mark Schwarzer (2008-2013) |